# Alchemilla ziganadagensis
Alchemilla ziganadagensis är en rosväxtart som beskrevs av B. Pawl. Alchemilla ziganadagensis ingår i släktet daggkåpor, och familjen rosväxter. Inga underarter finns listade i Catalogue of Life.